# 鲍敏中
鲍敏中（1944年—），男，浙江瑞安人，中华人民共和国政治人物，曾任中国民主同盟中央委员会常务委员，第十届全国政协委员。